# Saint-Nizier-sous-Charlieu
Saint-Nizier-sous-Charlieu – miejscowość i gmina we Francji, w regionie Owernia-Rodan-Alpy, w departamencie Loara.
Według danych na rok 1990 gminę zamieszkiwało 1579 osób, a gęstość zaludnienia wynosiła 123 os./km² (wśród 2880 gmin regionu Rodan-Alpy Saint-Nizier-sous-Charlieu plasuje się na 540. miejscu pod względem liczby ludności, natomiast pod względem powierzchni na miejscu 916.).
Znajduje się tu Klasztor Franciszkanów w Saint-Nizier-sous-Charlieu posiadający status monument historique, w kategorii classé MH (zabytek o znaczeniu krajowym). 